# Juan Riephoff
Juan Riephoff, vollständiger Name Juan Pedro Riephoff, (* 27. Februar 1922; † 12. September 2019) war ein uruguayischer Fußballspieler.

## Karriere

### Verein
Offensivakteur Riephoff stand zunächst 1941 in Reihen der Rampla Juniors in der Primera División. 1942 absolvierte er 27 Erstligapartien für den argentinischen Klub Chacarita Juniors und schoss dabei fünf Tore. 1943 spielte er erneut für die Rampla Juniors. Dem folgte 1944 eine Station beim Club Atlético Peñarol, der in jenem Jahr Uruguayischer Meister wurde. Riephoff findet in der Stammmannschaft der Montevideaner allerdings in jenem Jahr keine Erwähnung. Von 1945 bis 1947 war er wieder für die Erstligamannschaft der Rampla Juniors aktiv. Anschließend gehörte er von 1948 bis 1951 abermals dem Kader Peñarols an. Die "Aurinegros" gewannen in diesem Zeitraum in den Jahren 1949 und 1951 wiederum die Landesmeisterschaft. Mit Ausnahme der Spielzeit 1949 wird Riephoff dabei als linker Halbstürmer in der Stammformation Peñarols geführt, wobei er sich 1951 auf dieser Position Einsatzzeiten mit Juan Schiaffino teilte.

### Nationalmannschaft
Riephoff war Mitglied der A-Nationalmannschaft Uruguays, für die er vom 18. Juli 1940 bis zu seinem letzten Einsatz am 4. April 1948 21 Länderspiele absolvierte. Dabei erzielte er vier Länderspieltore. Er gehörte dem Aufgebot Uruguays bei den Südamerikameisterschaften 1941, 1945, 1946 und 1947 an. Zudem nahm er mit Uruguay an der Copa Hector Gomez 1940, der Copa Lipton 1945, der Copa Newton 1945 und der Copa Río Branco 1946 teil.

### Erfolge
- Uruguayischer Meister: 1944, 1949, 1951